# Édouard Nadaud

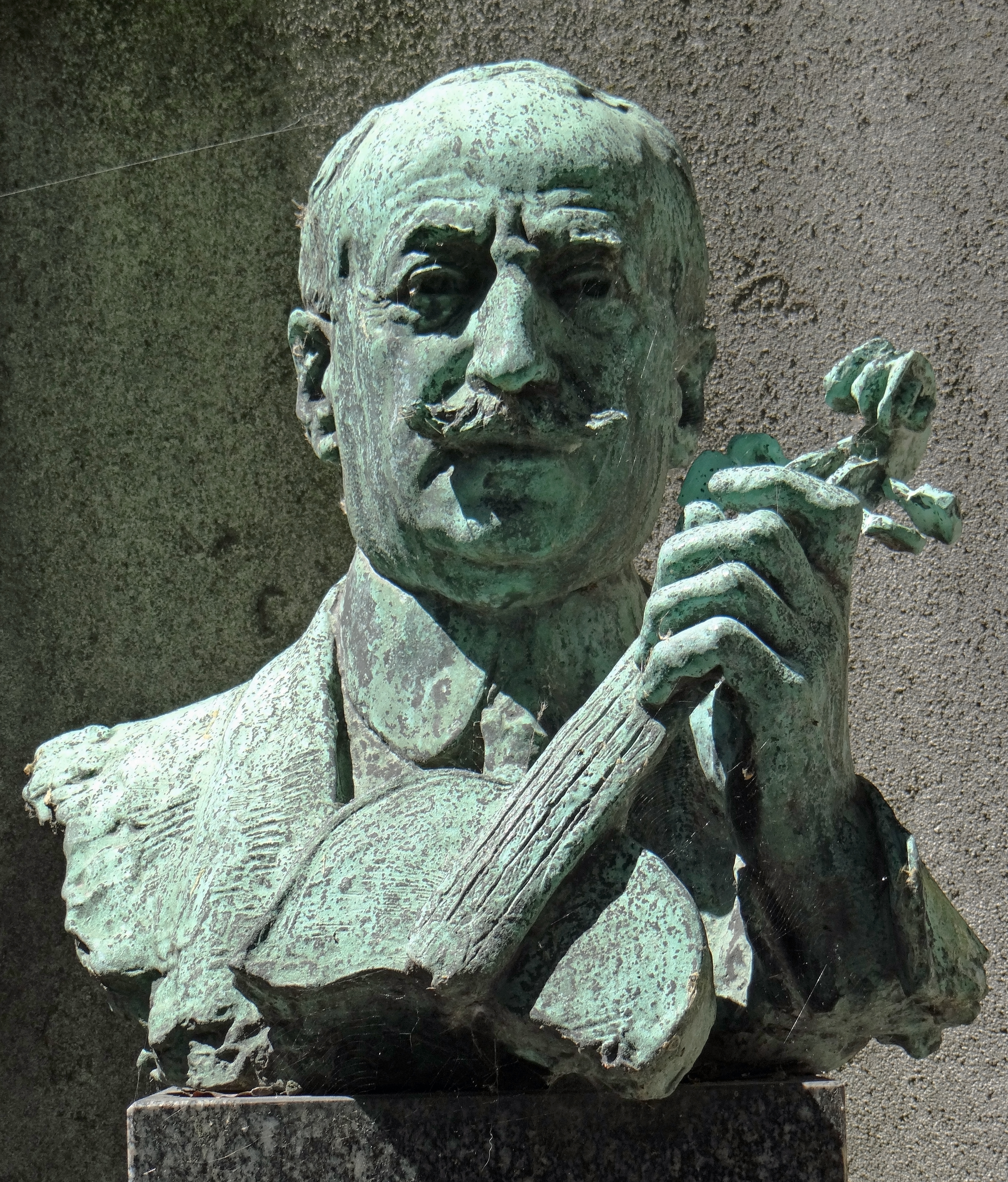
Büste von Édouard Nadaud auf dem Friedhof von Montmartre

Édouard Louis Nadaud (* 14. April 1862 in Paris; † 13. Februar 1928 ebenda) war ein französischer klassischer Violinist und Musikpädagoge. Er unterrichtete von 1900 bis 1924 am Pariser Konservatorium Violine.

## Leben und Werk
Nadaud wurde 1862 als viertes Kind in die Familie eines Papierhändlers in Paris hinein geboren. Nebenberuflich wirkte sein Vater auch als Musiklehrer. Nadaud studierte am Pariser Konservatorium in der Klasse von Charles Dancla Violine. 1881 gewann er an diesem Konservatorium zusammen mit der Amerikanerin Arma Harknes, ebenfalls Schülerin von Dancla, und dem Niederländer Louis Wolff, Schüler von Lambert Massart, einen ersten Preis im Fach Violine (geteilte Preisvergabe).
Er wirkte elf Jahre lang als Konzertmeister im Orchestre de la Société des concerts du Conservatoire. Am 1. Mai 1900 wurde er zum Professor für Violine am Pariser Konservatorium berufen. Diese Position hatte er bis zu seinem Tode am 13. Februar 1928 inne. Firmin Touche wurde sein Nachfolger am Konservatorium.
Er bildete um die 60 Violinisten aus, darunter René Benedetti, Marius Casadesus, Line Talluel und Lucien Quatrochi.

## Preise und Auszeichnungen
- Nominierung im 2. Rang für Violine 1877 – Vortragsstück im Wettbewerb: 1. Konzert in a-Moll von Pierre Baillot.
- Nominierung im 1. Rang für Violine 1878 – Vortragsstück im Wettbewerb: 5. Konzert von Henri Vieuxtemps.
- 2. Preis für Violine 1880 – Vortragsstück im Wettbewerb: 3. Konzert von Pierre Rode.
- 1. Preis für Violine 1881 – Vortragsstück im Wettbewerb: 3. Konzert von Henri Vieuxtemps.
- Ernennung zum Officier d'Académie 1889.
- Ernennung zum Officier de l'instruction publique 1895.
- Ernennung zum Chevalier de la Legion d'Honneur am 2. Januar 1905.[5][6]